# 脇本城
脇本城（わきもとじょう）は、秋田県男鹿市脇本脇本にあった中世の日本の城（山城）。国の史跡。中世に安東氏の居城となった。

## 概要
明確な築城時期は不明だが、元弘4年（1334年）頃に鎌倉北条氏派の武士が築いたとされる。康正2年（1456年）、安東政季は小鹿嶋（現在の男鹿）に入り、この城を拠点としたと推測される。
天正5年（1577年）、檜山、湊の両安東氏を統一した安東愛季が、名目的ではあるが嫡子の安東業季に家督を譲り、脇本城を隠居城とすべく大規模な改修を行った。
天正18年（1590年）の豊臣秀吉による奥州仕置から慶長7年（1602年）の佐竹氏による久保田城築城の間に、廃城になったと思われる。
城跡は平成16年（2004年）に国の史跡に指定された。
2017年（平成29年）4月6日、続日本100名城（106番）に選定された。

## 構造
男鹿半島から日本海を臨む東日本屈指の規模を誇る山城で、その広さは150haに及ぶ。標高約100mの丘陵を活かし整備した土づくりの城で、石垣は存在しない。
現在は内部に菅原神社、本明寺、萬境寺が鎮座している。中央を古来から男鹿半島への道であった「天下道」が通り、曲輪がそれを挟み込む形となっている。決して守りを疎かにしているわけではなく、中心部には比較的細い天下道を通るほかなく、竪堀や土塁、虎口が配置されて守りにも適していると見受けられる。中心部は連郭式の山城が二つ合わさった形にも見える。
生鼻崎は江戸時代の地震によって一部が崩壊したとされている。

## 遺構
多数の曲輪、土塁、空堀、井戸跡などの他、虎口が確認され、発掘調査では当時使用した陶磁器などが出土している。近年は地域ボランティアの尽力により草などが刈られており、遺構は比較的見学しやすい。

## アクセス
東日本旅客鉄道（JR東日本）男鹿線脇本駅から徒歩35分。

## 参考画像

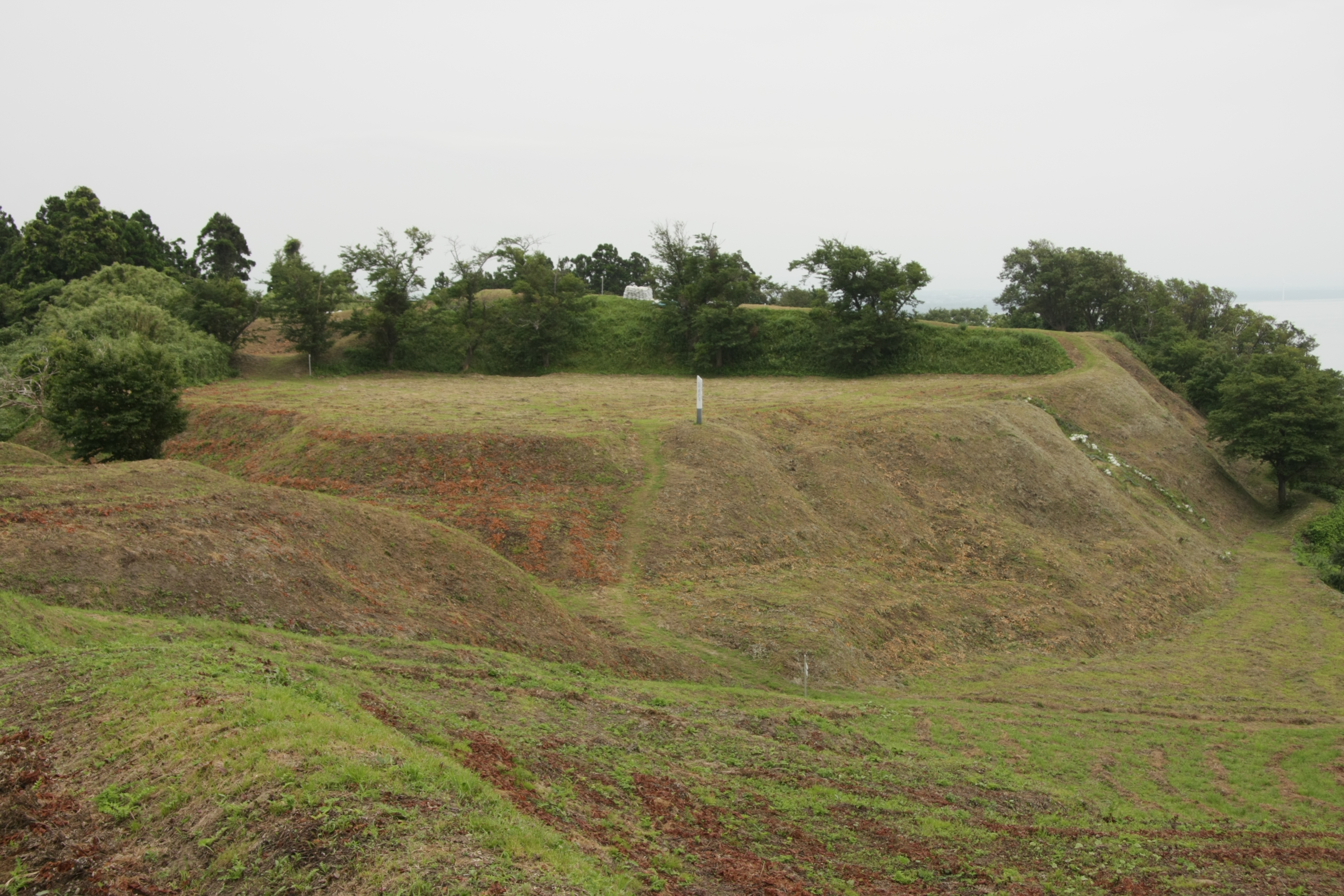
内館
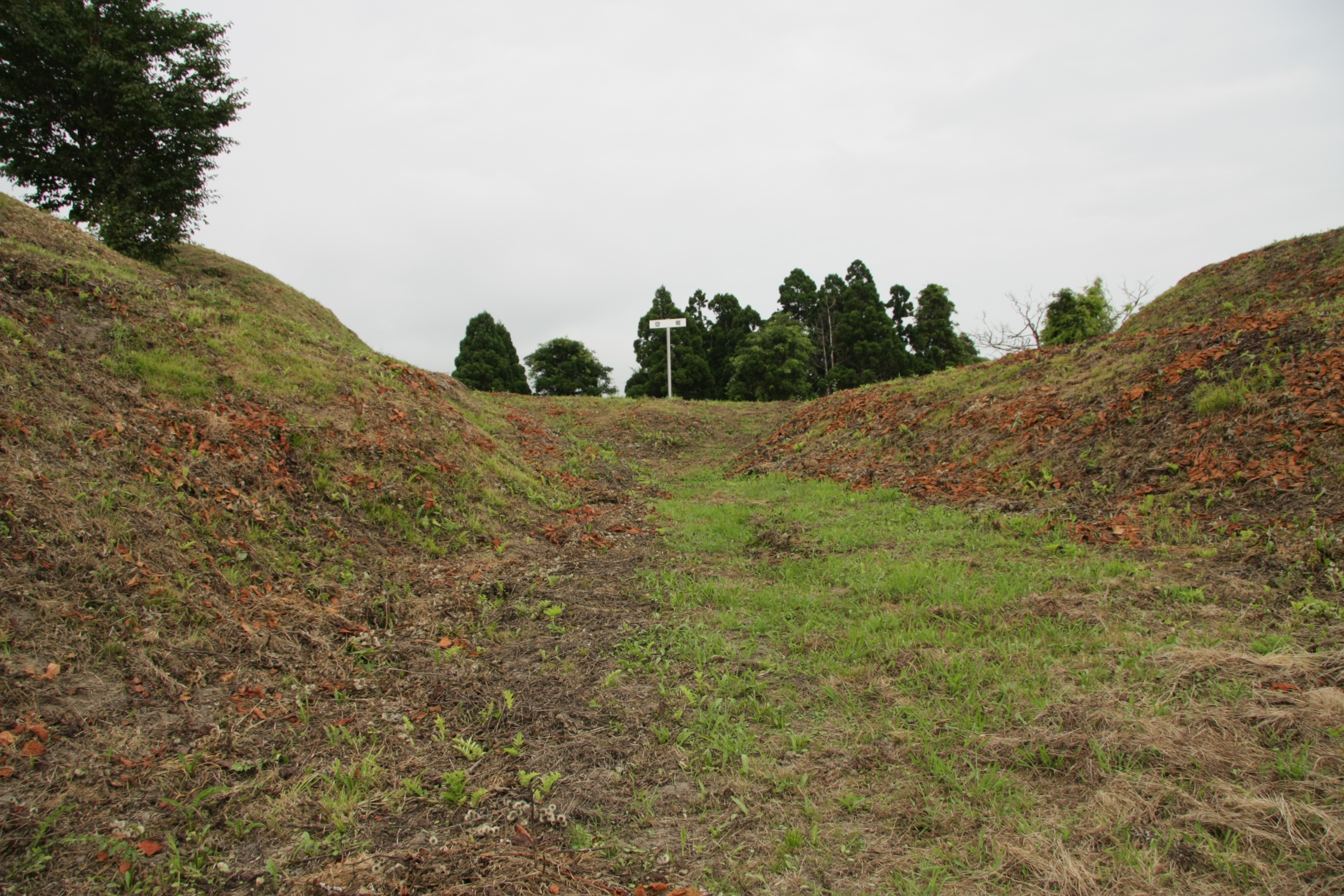
空堀
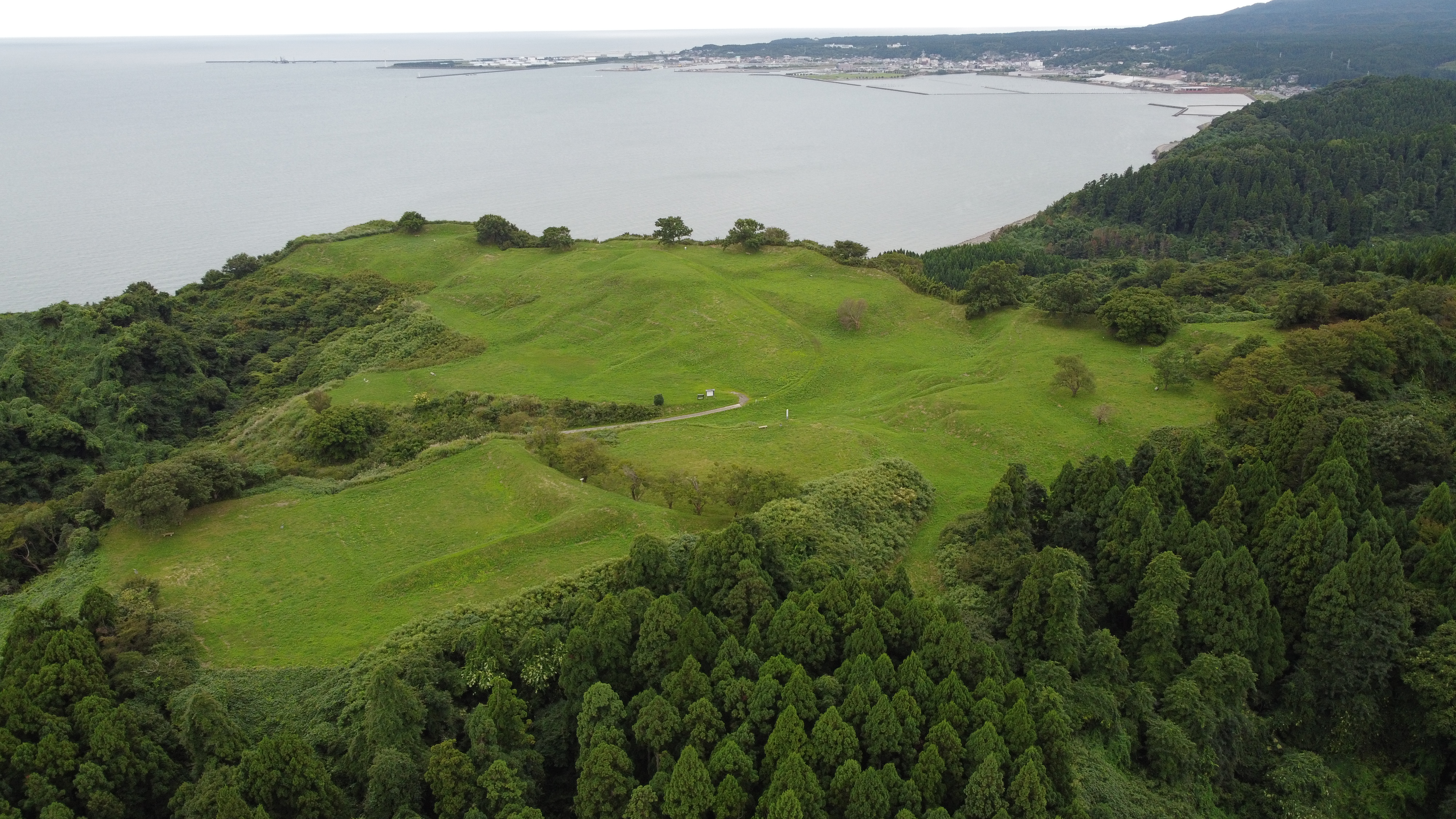
脇本城空撮
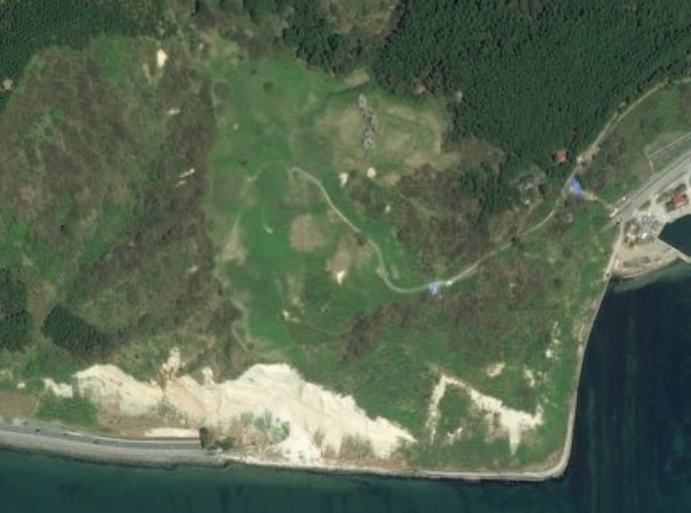
衛星図